# Ливра
Ливра (фр. livre, од лат. libra) је била француска валута до 1799, заснована на вредности сребра. Постојало је више врста ливри, некада и истовремено. Термин ливра се односи на новчану јединицу и на њене кованице и новчанице. 
По етимологији, ливра одговара новчаној и тежинској јединици фунта, и валути лира у другим земљама. 
Ливру је у употребу увео Карло Велики као еквивалент једне фунте сребра. Године 1656. вредност ливре је одређена као вредност 7,69 грама сребра. 
Ливра се делила:
- 1 ливра = 20 суа
- 1 су = 12 денијеа